# Заякина, Анна Николаевна
Анна Николаевна Заякина (31 октября 1899 — 30 мая 1967) — передовик советского сельского хозяйства, звеньевая колхоза «Ленинский завет» Арамильского района Свердловской области, Герой Социалистического Труда (1949). Депутат Свердловского областного Совета депутатов трудящихся I созыва.

## Биография
Родилась 31 октября 1899 года в селе Бородулино Екатеринбургского уезда Пермской губернии (ныне — Сысертский городской округ Свердловской области) в русской крестьянской семье.
Завершив обучение в начальной школе, в четвёртом классе, с юных лет стала трудиться у зажиточных крестьян по найму. С началом коллективизации, в 1930 году, одна из первых, вступила в местный колхоз «Ленинский завет» Свердловской области.
Заякина сначала трудилась в полеводческой бригаде, а затем была утверждена в должности звеньевой молодёжно-комсомольского звена овощеводческой бригады. На протяжении ряда лет это звено получало высокий урожай капусты до 500 центнеров с гектара, моркови до 450 центнеров и картофеля до 520 центнеров. За ударный труд в 1946 году Анна Николаевна была награждена орденом Трудового Красного Знамени. В 1948 году её звено получило высокий урожай картофеля — 521,2 центнера с гектара на площади 3 гектара.
За получение высоких урожаев ржи и картофеля в 1948 году, Указом Президиума Верховного Совета СССР от 23 мая 1949 года Анне Николаевне Заякиной было присвоено звание Героя Социалистического Труда с вручением ордена Ленина и золотой медали «Серп и Молот».
В дальнейшем продолжала получать высокие результаты в овощеводстве. Возглавила бригаду, которая помимо овощных культур занималась выращиванием кукурузы. Бригада получала до 555 центнеров с гектара зелёной массы. Неоднократно принимала участие во Всесоюзных выставках достижений народного хозяйства, завоёвывала медали. В декабре 1958 года вышла на заслуженный отдых.
Избиралась депутатом Свердловского областного Совета депутатов трудящихся I созыва (1939—1947 гг.).
Проживала в родном селе Бородулино. Умерла 30 мая 1967 года. Похоронена на Арамильском городском кладбище.

## Награды
За трудовые успехи удостоена:
- золотая звезда «Серп и Молот» (23.05.1949)
- орден Ленина (23.05.1949)
- орден Трудового Красного Знамени (08.02.1947) — «за достигнутые успехи в развитии сельского хозяйства в 1946 году, выполнение государственного плана хлебозаготовок и своевременное обеспечение семенами весеннего сева»
- Медаль «За трудовую доблесть»
- Большая серебряная медаль ВДНХ (1955)
- другие медали.